# Muhammad Abdallah Kounta
Muhammad Abdallah Kounta (Parijs, 27 oktober 1994) is een Franse atleet, gespecialiseerd in de 400 meter en 400 meter horden. Hij vertegenwoordigde Frankrijk op de Olympische Spelen van 2020 en 2024. In augustus 2024 werd hij geschorst door de Franse Atletiekfederatie vanwege controversiële uitlatingen op sociale media.

## Biografie
Kounta begon zijn internationale carrière in 2018 met een zevende plaats op de 400 meter horden tijdens de Middellandse Zeespelen in Tarragona. Datzelfde jaar bereikte hij de halve finale op de 400 meter horden tijdens de Europese kampioenschappen in Berlijn. 
In 2021 nam hij deel aan de World Athletics Relays in Chorzów, waar hij met het Franse 4×400 meter estafetteteam de zevende plaats behaalde. Later dat jaar vertegenwoordigde hij Frankrijk op de Olympische Zomerspelen 2020 in de 4×400 meter estafette, waar het team werd uitgeschakeld in de series met een tijd van 3:00,81.
In 2023 won Kounta zilver met het Franse 4×400 meter estafetteteam tijdens de Europese kampioenschappen indooratletiek 2023.
Tijdens de Olympische Spelen van 2024 in Parijs nam hij deel aan zowel de gemengde als de mannen 4×400 meter estafette. In de gemengde estafette werd het Franse team gediskwalificeerd, terwijl ze in de mannenfinale als negende eindigden.